# 상감기법

청자 상감운학문 매병

상감기법(象嵌技法., inlay)은 조각, 장식 예술에서 주로 평면인 장식이나 그림을 형성하기 위하여 대조적인 재료를 기초 재료의 오목한 곳에 삽입하는 기법이다. 상감 기법은 고려 시대때 사용됐다.

## 같이 보기
- 모자이크